# La Ceiba, Hidalgotitlán
La Ceiba är en ort i Mexiko.   Den ligger i kommunen Hidalgotitlán och delstaten Veracruz, i den sydöstra delen av landet, 500 km öster om huvudstaden Mexico City. La Ceiba ligger 19 meter över havet och antalet invånare är 121.
Terrängen runt La Ceiba är platt. Runt La Ceiba är det ganska glesbefolkat, med 29 invånare per kvadratkilometer. Närmaste större samhälle är Arroyo de la Palma, 8,2 km nordost om La Ceiba. Omgivningarna runt La Ceiba är en mosaik av jordbruksmark och naturlig växtlighet.